# Kosmos 73
Kosmos 73 – radziecki satelita telekomunikacyjny wysłany wraz z bliźniaczymi Kosmos 71, 72, 74, 75. Siedemnasty statek typu Strzała.